# Einschienenbahn Liuzhou
Die Einschienenbahn Liuzhou (chinesisch 柳州 式单轨, Pinyin Liǔzhōu shì dānguǐ), auch Monorail Liuzhou genannt, war ein im Bau befindliches öffentliches Personennahverkehrssystem in Liuzhou anstelle eines Stadtbahn- oder U-Bahn-Systems. Die vollautomatische Hochbahn sollte ab 2026 mit vorerst zwei Linien und insgesamt 45 Stationen den Stadtraum auf 55,4 Kilometern für den liniengebundenen Stadtverkehr erschließen. Der Bau wurde aufgrund fehlender Genehmigungen 2022 abgebrochen, bereits fertiggestellte Abschnitte sind 2024 teilweise zurückgebaut worden.

## Ehemalige Stadtbahn
Es wurde bereits ab 1928 eine stadtbahnähnliche Linie zwischen Dongda-Straße und einer Ziegelfabrik mit einem Abzweig zur Kaserne der Ersten Division der Volksarmee gebaut. Die insgesamt 8,3 Kilometer lange Strecke ging am 1. März 1933 in Betrieb. Irgendwann vor 1951 wurde der Betrieb eingestellt und die Gleise in den 1950er Jahren demontiert.

## Planung und Bau
Im Dezember 2016 war der Start für die Bauarbeiten an der Linie 1 und in 2017 hatte das regionale Umweltministerium die Pläne für den Bau eines Netzes aus vier Einschienen- und drei normalspurigen Regionalbahnlinien genehmigt. Im Juni 2017 begannen dann auch die Arbeiten an der zweiten Linie. Im September 2020 fanden erste Testfahrten auf der Linie 1 statt, nachdem ein weiterer Streckenabschnitt (Baulos 2) fertiggestellt wurde. Im Rahmen eines Tourismuskongresses im November des Jahres wurden dann bereits Fahrten mit Passagieren durchgeführt. Phase 1 sollte bis 2026 fertiggestellt werden. Das Projekt wurde von Zheng Junkang, damals Sekretär des Parteikomitees der Stadt Liuzhou, und Bürgermeister Wu Wei vor einer Genehmigung in Betrieb genommen. Da aber die Nationale Entwicklungs- und Reformkommission (NER) die Genehmigungsvorschriften für neue Schienenverkehrsprojekte verschärft hatte, wurde der Bau der Einschienenbahn in Liuzhou von der NER auch im Nachgang nicht genehmigt, woraufhin die Bauarbeiten 2022 eingestellt wurden. Die Pfeiler an der Nordseite der Kreuzung von Guizhong Avenue und Lianhua Avenue wurden anschließend abgerissen, ebenso wie die erhöhten Pfeiler und Nebenanlagen an der Nordseite der Guiliu Road. Zheng Junkang und Wu Wei wurden beide aus der Partei ausgeschlossen, aus öffentlichen Ämtern entfernt und später wegen Bestechung und Machtmissbrauch verurteilt.

## Strecken
Die rote Linie 1 war eine Südwest-Nordost-Durchmesserlinie und sollte durchgängig zweigleisig und weitgehend aufgeständert vom Bahnhof Shang Ban Qiao über eine Länge von 45,6 Kilometern mit 35 Stationen südlich das Stadtzentrum umgehend bis zum Bahnhof Shangqin im Nordosten verlaufen. Von der Gesamtstrecke sollten sich 3,2 Streckenkilometer in Tunnellage befinden, etwa 2 Kilometer am neuen Hauptbahnhof und etwa 1,2 Kilometer im Stadtbezirk Yufeng. Es sollte ein Hauptzugdepot mit Betriebswerk im Südwesten im Stadtbezirk Liunan sowie ein Zugdepot im Nordosten in Sanmenjiang geben. Phase 1 war der 36,0 Kilometer lange Abschnitt Huixian – Überseestadt mit 28 Haltestellen.
Die zweite, blaue Linie sollte deutlich kürzer werden und mit ihren insgesamt 22 Stationen über 27,8 Kilometer Streckenlänge vom Bahnhof Xianglan im Norden östlich an der Innenstadt vorbei bis zum Flughafen Liuzhou Bailian im Süden führen. Die Strecke sollte dabei durchgängig zweigleisig und weitgehend aufgeständert verlaufen, im Norden waren 2,3 Kilometer der Strecke im Tunnel unter dem Liǔ geplant. Das Hauptzugdepot und das Betriebswerk sollten sich im Süden im Stadtbezirk Bailian befinden. Phase 1 waren die 19,4 Kilometer zwischen Tangjia und Bailiandong mit 17 Haltestellen.
| Linie   | Streckenabschnitt              | Streckenlänge | Stationen | Eröffnung                                      |
| ------- | ------------------------------ | ------------- | --------- | ---------------------------------------------- |
| Linie 1 | Bahnhof Huixian – Überseestadt | 36,0 km       | 28        | ursprünglich für 2026 geplant, Bau abgebrochen |
| Linie 2 | Bahnhof Tangjia – Bailiandong  | 19,4 km       | 17        | ursprünglich für 2026 geplant, Bau abgebrochen |

### Weitere Planungen
Eine dritte, noch etwas kürzere Gelbe Linie mit 17 Stationen auf 21,9 Kilometern Streckenlänge war geplant. Sie sollte von der Station Hexi Industriepark im Westen als einzige Einschienenbahnlinie durch die Innenstadt bis nach Guishan im Südosten ebenfalls durchgängig zweigleisig und aufgeständert verlaufen. Der Baubeginn war für 2020 geplant, die Eröffnung für 2025.
Eine weitere, die grüne Linie 4 mit 30 Stationen auf 54,2 Kilometern Streckenlänge war ebenfalls in der Vorbereitung. Sie sollte wie die Linie 1 eine Südwest-Nordost-Durchmesserlinie sein, von der Station Jinde kommend allerdings im Nordwesten um das Stadtzentrum herum nach Pangu führen. Die Strecke sollte ebenfalls durchgängig zweigleisig und aufgeständert verlaufen. Der Baubeginn war für 2020 geplant, die Eröffnung für 2025.
Nach Eröffnung aller geplanten Strecken wäre das Liniennetz mit über 156 Kilometern Länge das längste Einschienenbahnsystem der Welt geworden.
| Linie                                   | Streckenabschnitt                      | Streckenlänge | Neue Stationen | Bauzeit             |
| --------------------------------------- | -------------------------------------- | ------------- | -------------- | ------------------- |
| Linie 1                                 | Bahnhof Shangbanqiao – Bahnhof Huixian | 05,6 km       | 07             | Projekt abgebrochen |
| Überseestadt – Shangqin                 | 04,0 km                                | 05            |                | Projekt abgebrochen |
| Linie 2                                 | Bahnhof Xianglan – Bahnhof Tangjia     | 04,3 km       | 03             | Projekt abgebrochen |
| Bailiandong – Flughafen Liuzhou Bailian | 04,1 km                                | 02            |                | Projekt abgebrochen |
| Linie 3                                 | Hexi Industriepark – Guishan           | 21,9 km       | 17             | Projekt abgebrochen |
| Linie 4                                 | Jinde – Pangu                          | 54,2 km       | 30             | Projekt abgebrochen |

## Technik
Die Strecken der Einschienenbahn Liuzhou waren Sattelbahnen der Bauart ALWeG. Auf einem 690 Millimeter breiten Fahrbalken sitzen die über Tragräder auf und Führungsräder seitlich des Balkens bewegten sowie mit seitlicher Stromzuführung versorgten Züge der Baureihe Alstom Innovia 300. Die einzelnen Züge sollten aus sechs Wagen bestehen, die Flotte aus 49 Zügen sollte so eine Kapazität von 45.000 Passagieren pro Stunde und Richtung gewährleisten. Der Betrieb war als vollautomatisch geplant, die Steuerung wäre mit dem von Bombardier Transportation entwickelten CBTC Cityflo 650 erfolgt und hätte durch GoA4 eine Zugfolge von 75 Sekunden erlaubt.